# Plagiothecium herzogii
Plagiothecium herzogii är en bladmossart som beskrevs av Thériot 1932. Plagiothecium herzogii ingår i släktet sidenmossor, och familjen Plagiotheciaceae. Inga underarter finns listade i Catalogue of Life.